# Le Châtellier (Ille-et-Vilaine)
Le Châtellier (bretonisch: Kasteller; Gallo: Le Chastelier) ist eine französische Gemeinde mit 427 Einwohnern (Stand: 1. Januar 2022) im Département Ille-et-Vilaine in der Region Bretagne. Sie gehört zum Arrondissement Fougères-Vitré und zum Kanton Val-Couesnon. Die Einwohner werden Castellérois und Castelléroises oder Castellégiens und Castellégiennes genannt.

## Geographie
Le Châtellier liegt etwa acht Kilometer nordwestlich von Fougères. Der Fluss Beuvron entspringt an der östlichen Gemeindegrenze. Umgeben wird Le Châtellier von den Nachbargemeinden Poilley im Norden, Villamée im Nordosten, Parigné im Osten, Saint-Germain-en-Coglès im Süden und Westen sowie Montours im Nordwesten.

## Geschichte
Am 12. Juli 1794 fand hier während der sog. Chouannerie ein Scharmützel zwischen den in den Ort eingerückten royalistischen Aufständischen und republikanischen Truppen statt, das trotz der zahlenmäßigen Unterlegenheit der Republikaner zu deren Gunsten endete. Der Ort wurde dabei nicht unwesentlich in Mitleidenschaft gezogen.

## Bevölkerungsentwicklung
| Jahr                       | 1962 | 1968 | 1975 | 1982 | 1990 | 1999 | 2006 | 2012 | 2020 |
| Einwohner                  | 562  | 501  | 444  | 407  | 407  | 393  | 386  | 376  | 433  |
| Quellen: Cassini und INSEE |      |      |      |      |      |      |      |      |      |

## Sehenswürdigkeiten
- Pfarrkirche Notre-Dame, zwischen 1849 und 1853 errichtet
- Schloss La Vieuville aus dem 19. Jahrhundert, ein Teil des ehemaligen Herrenhauses aus dem 16./17. Jahrhundert ist in der Nähe sichtbar, seit 2013 als Monument historique eingeschrieben
- Pfarrhaus im Weiler Montgreffier, 1650 erbaut
- Pfarrhaus im Ort, im 18. Jahrhundert erbaut
- Schloss La Fretay aus dem 19. Jahrhundert
- Schloss La Folletière, zwischen 1826 und 1850 erbaut und Botanischer Garten der Oberbretagne
- Herrenhaus La Hunaudais aus dem 15. Jahrhundert
- Herrenhaus La Fontaine Couverte aus dem 16. Jahrhundert
- Herrenhaus La Ville Courte aus dem 17. Jahrhundert
- Felsformation

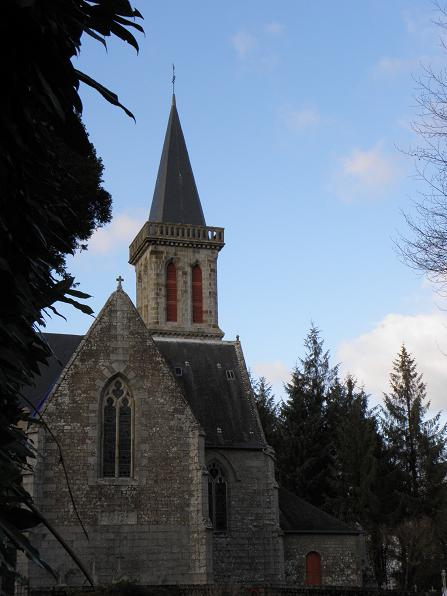
Pfarrkirche Notre-Dame
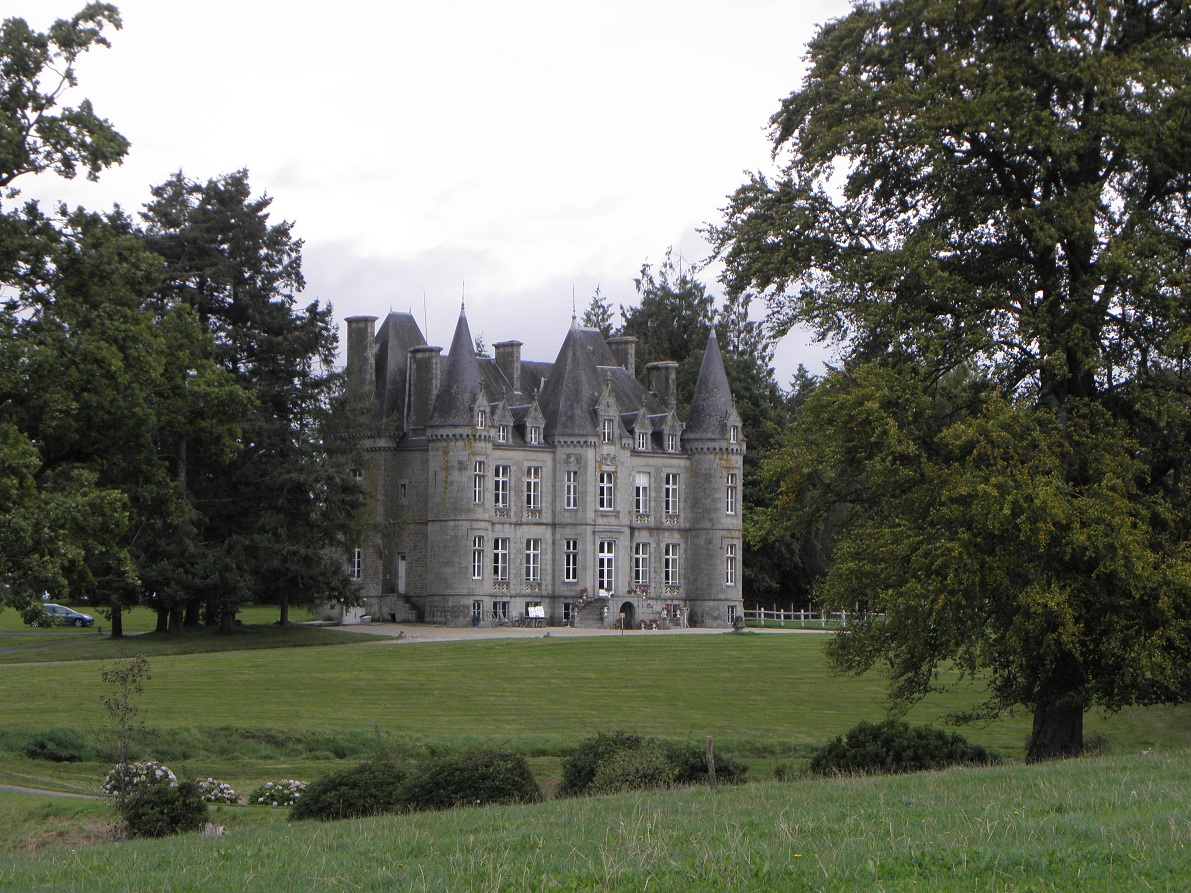
Schloss La Vieuville
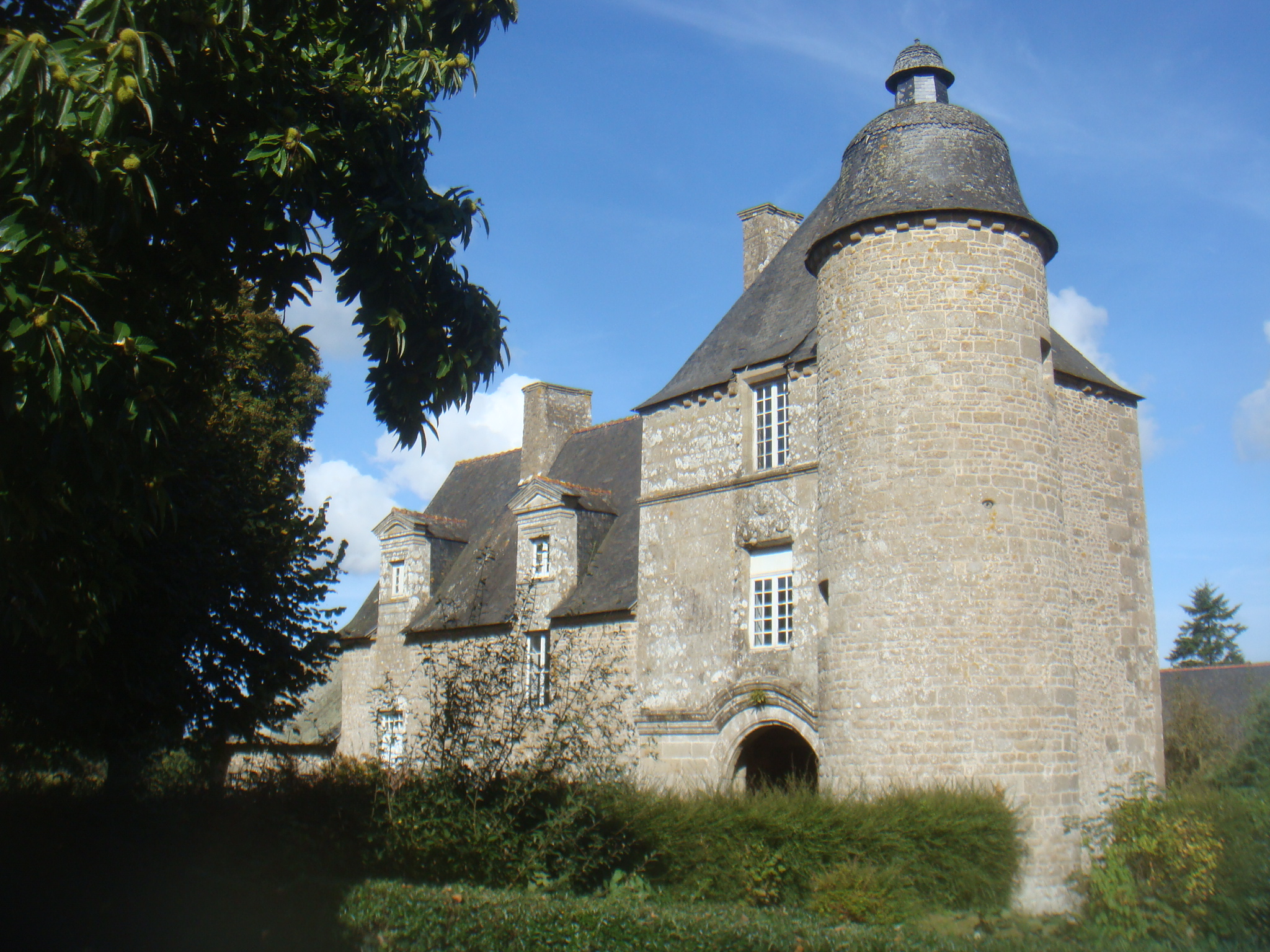
Ehemaliges Herrenhaus La Vieuville
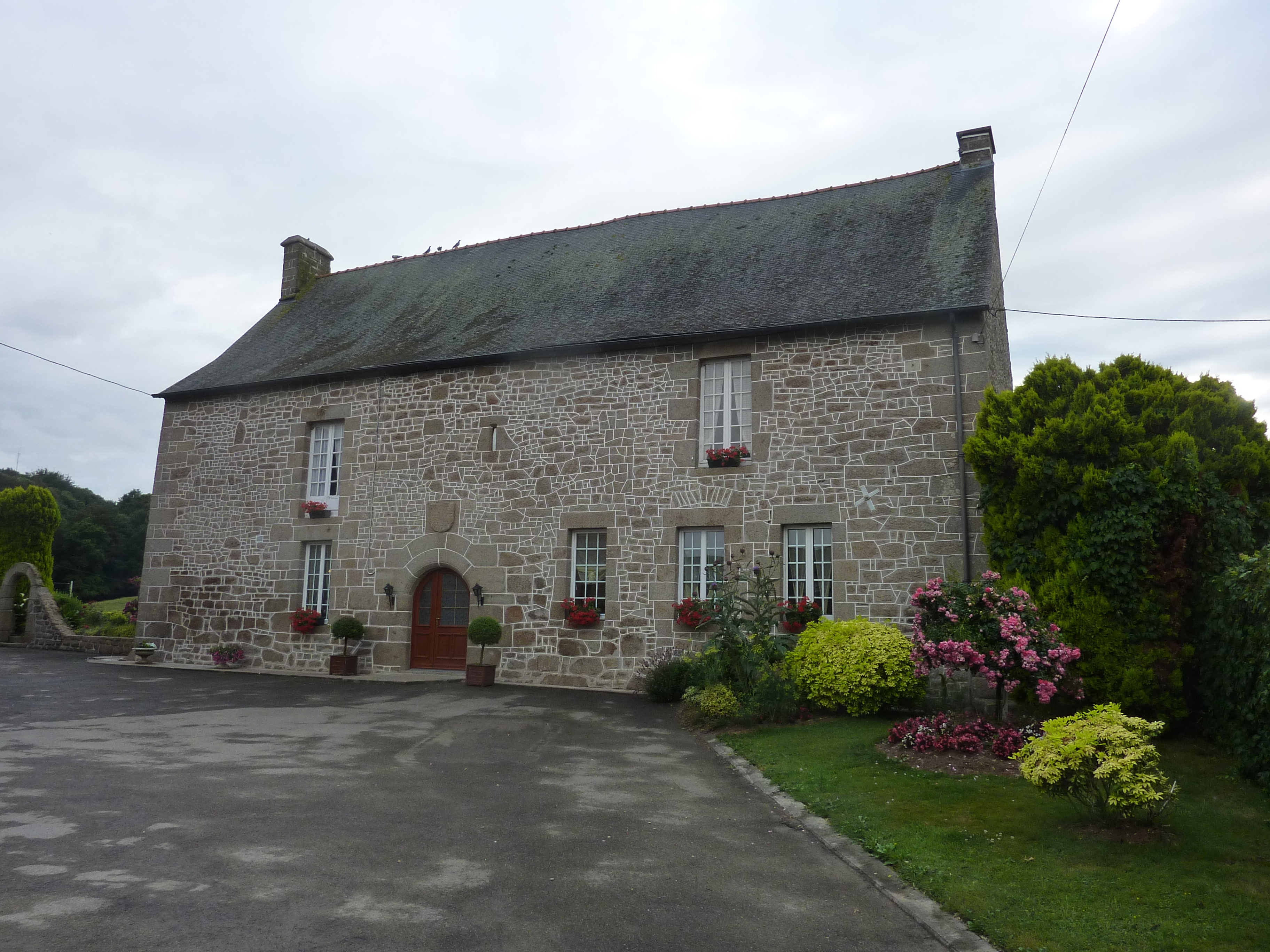
Herrenhaus La Hunaudais
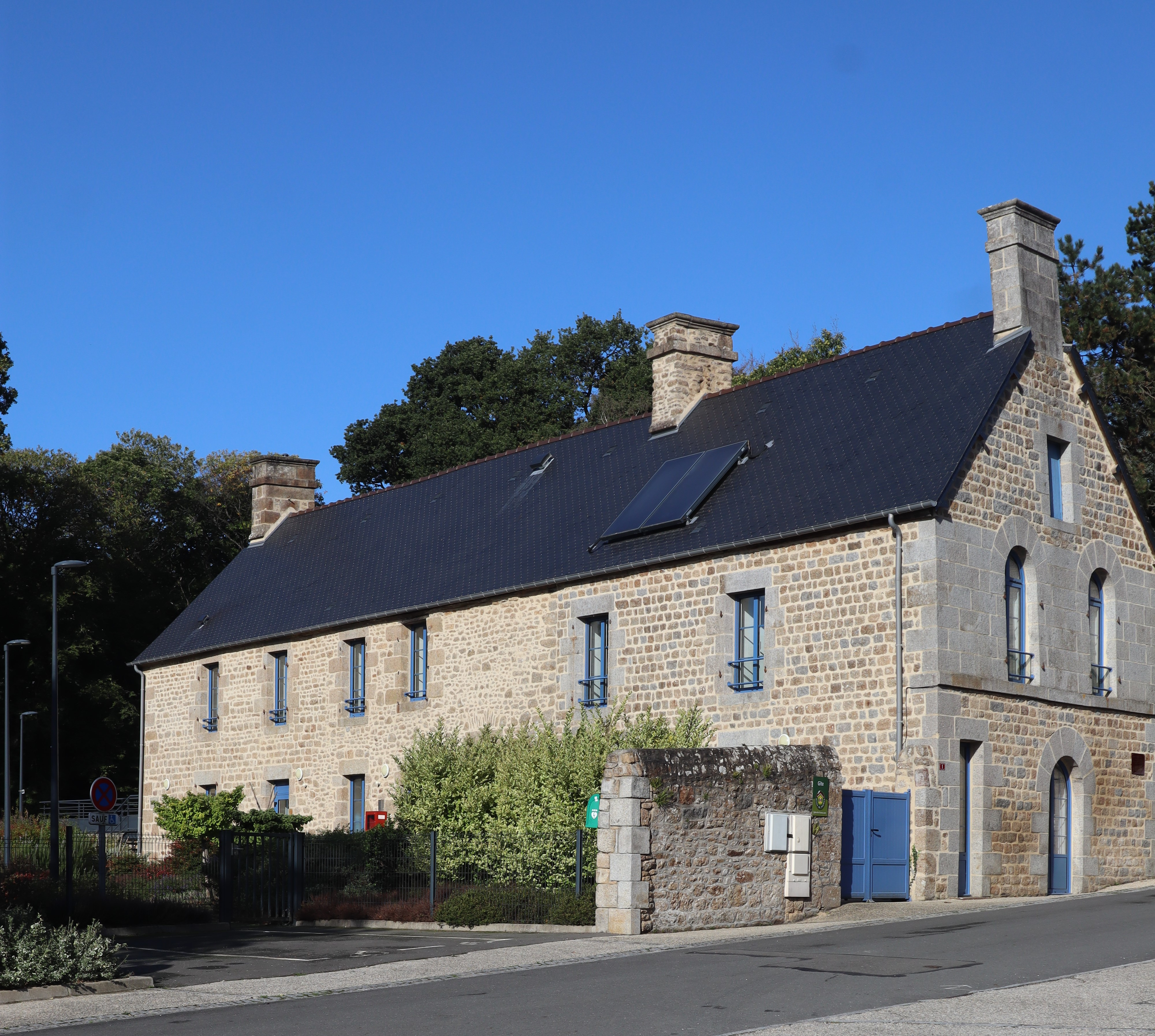
Pfarrhaus im Ort
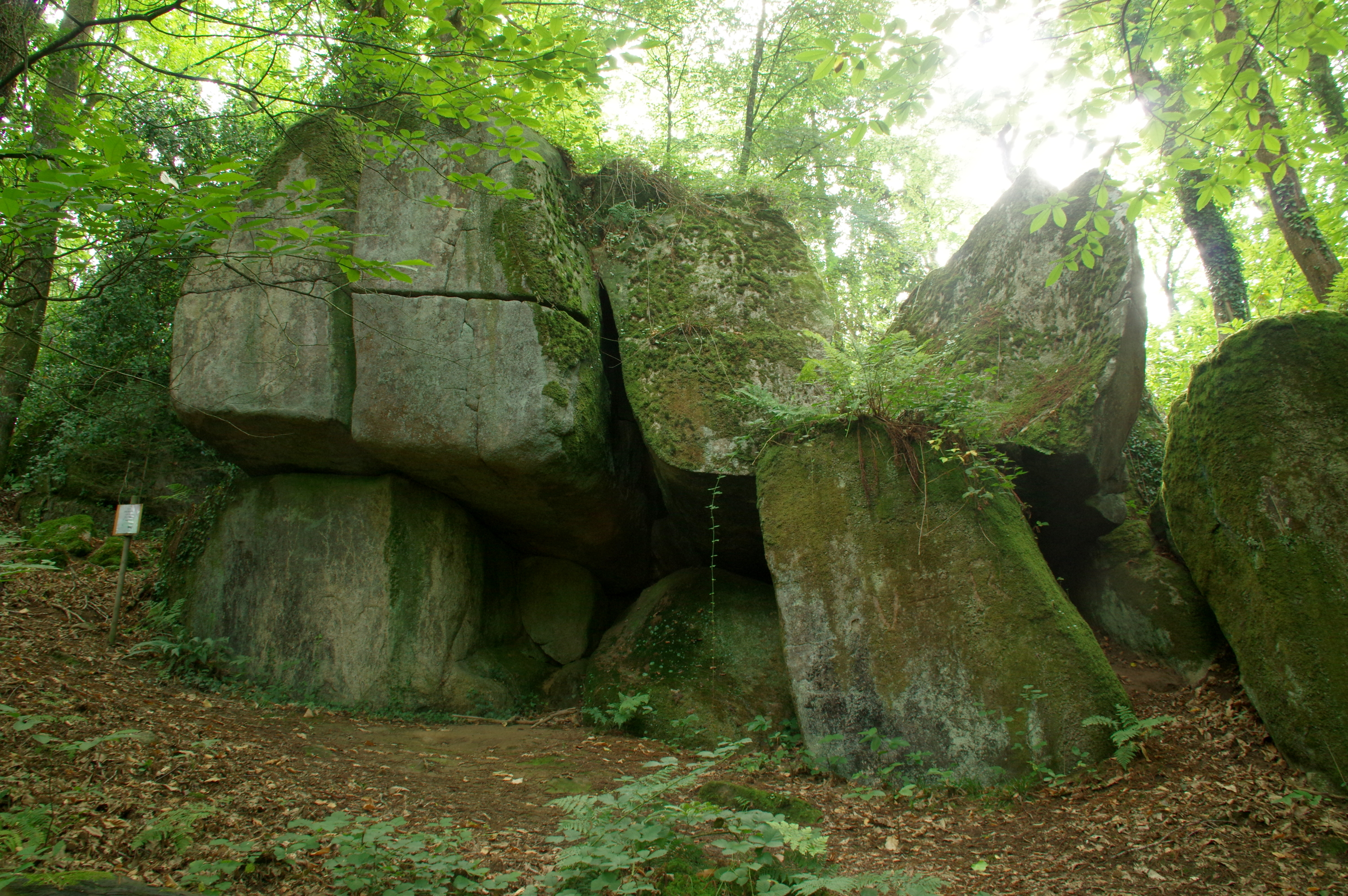
Felsformation
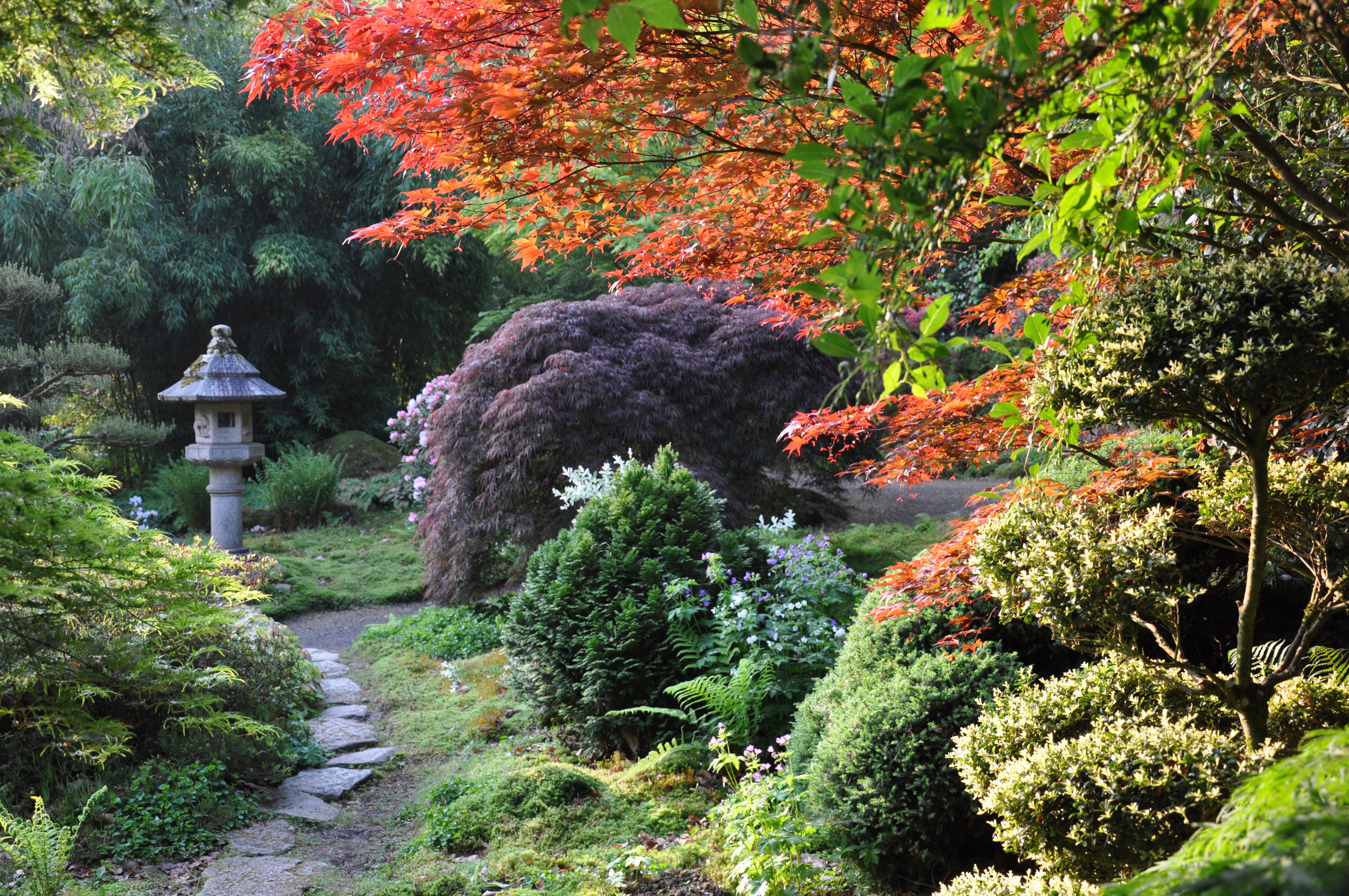
Botanischer Garten (hier: Garten der aufgehenden Sonne)